# مایک دیکسون (بازیکن فوتبال، زاده ۱۹۴۳)
مایک دیکسون (انگلیسی: Mike Dixon؛ ۱۲ اکتبر ۱۹۴۳ – ۳۰ ژانویهٔ ۱۹۹۳) بازیکن فوتبال اهل بریتانیا بود.
از باشگاه‌هایی که در آن بازی کرده‌است می‌توان به باشگاه فوتبال سالزبری سیتی و باشگاه فوتبال ردینگ اشاره کرد.